# Albert Collins
Pour les articles homonymes, voir Collins.
Albert Collins est un guitariste et chanteur de blues, né le 1er octobre 1932 à Leona, au Texas, et mort le 24 novembre 1993 à Las Vegas, au Nevada.
En 2011, il est classé 56e dans le classement des meilleurs guitaristes de tous les temps par le magazine Rolling Stone.

## Biographie
Albert Collins commence sa carrière en se produisant au fil des années 1950 dans divers clubs de Houston et de ses environs. À partir de 1958, il commence à enregistrer ses premiers titres. Développés autour de la thématique du froid (The Freeze, Frosty, etc.) ses morceaux lui valent le surnom de « The Iceman ». L'idée lui serait venue un soir de tempête de neige dans sa voiture, alors que les essuie-glace étaient gelés. Sorti en 1962, Frosty est un premier succès commercial, mais sans véritable suite pour Albert Collins, dont la carrière ne décolle pas vraiment au-delà du Texas.
Un premier tournant survient en 1968 lorsque Albert Collins est découvert lors d'un concert à Houston par Bob Hite, le chanteur du groupe de blues-rock Canned Heat. Albert Collins peut alors surfer sur la vague du Blues Revival qui remet son genre musical en haut de l'affiche, il signe un contrat avec la maison de disques Imperial Records qui lui permet d'enregistrer trois albums.
La mode du blues passant, Albert Collins retombe dans un certain anonymat au cours des années 1970. Il lui faut attendre la fin de la décennie pour voir sa carrière véritablement décoller. En 1978, Iceman (surnommé également The Master of Telecaster en référence au modèle de guitare sur lequel il joue) retrouve néanmoins les studios en signant un contrat avec le label Alligator. Il publie l'album Ice Pickin qui est un véritable succès. La glace n'est plus seulement un thème récurrent de ses chansons mais bel et bien un style de jeu à part entière. Son jeu agressif et dynamique donne l'impression qu'il frappe les cordes de sa guitare avec un pic à glace. Il enchaîne avec les albums : Frozen Alive et Don't Lose Your Cool qui seront également bien accueillis, le dernier recevant la récompense du meilleur album de blues de l'année en 1983, et il sort en 1984 l'album Live in Japan, qui restitue assez fidèlement l'énergie de ses concerts et son blues aux intonations très funky.
En 1986, l'album Showdown! qu'il réalise avec Robert Cray et Johnny Copeland reçoit le Grammy Award du meilleur album de blues traditionnel.
En 1987, il apparaît dans le film Nuit de folie (Adventures in babysitting) où il interprète un chanteur de blues dont la prestation est interrompue par l'arrivée impromptue sur scène des héros qui veulent semer des bandits à leur poursuite. Il leur annonce d'un air autoritaire : « Personne ne part d'ici sans chanter le blues ». Tous se lancent alors dans une improvisation endiablée.
Devenu un des guitaristes de blues les plus cotés de sa génération, Albert Collins publie son dernier album en 1991, simplement intitulé Iceman. L'année suivante, il part dans une longue tournée internationale avec son groupe (The Icebreakers) au cours de laquelle on lui diagnostique un cancer des poumons. L'album issu de cette tournée (Live '92-'93) sortira peu de temps après sa mort.

## Discographie

### Studio
- 1965 : The Cool Sounds of Albert Collins
- 1968 : Love Can Be Found Anywhere (Even In A Guitar)
- 1969 : Trash Talking’
- 1969 : Truckin' With Albert Collins
- 1970 : The Compleat Albert Collins
- 1971 : There's Gotta Be A Change
- 1978 : Ice Pickin’
- 1980 : Frostbite
- 1983 : Don't Lose Your Cool
- 1985 : Showdown!, avec Robert Cray et Johnny Copeland
- 1986 : Cold Snap
- 1991 : Iceman
- 1993 : Collins Mix: Best Of

### Live
- 1979 : Albert Collins and Barrelhouse Live
- 1981 : Frozen Alive!
- 1984 : Live In Japan
- 1989 : Jazzvisions: Jump the Blues Away
- 1992 : Molten Ice
- 1995 : Live '92/'93
- 1999 : In Concert
- 1999 : Alive & Cool (Fillmore Auditorium 1969)
- 2001 : Cold Tremors
- 2005 : Deep Freeze
- 2005 : The Iceman at Mount Fuji
- 2008 : Live At Montreux 1992
- 2012 : Live From Austin, TX
- 2013 : Alive & Cool Plus

### Compilations
- 1997 : Deluxe Edition
- 1991 : The Complete Imperial Recordings